# Biến thể Alpha SARS-CoV-2

Các quốc gia có trường hợp VOC-202012/01 được xác nhận

Biến thể Alpha (hay Dòng B.1.1.7, biến thể 202012/01, Biến chủng 202012/01, 20I/501Y.V1, Variant of Concern 202012/01 (VOC-202012/01), thường gọi là biến thể tại Anh, biến chủng tại Anh) là một biến thể của SARS-CoV-2, virus gây bệnh virus corona 2019 (COVID-19). Biến thể lần đầu tiên được phát hiện vào tháng 10 năm 2020 tại Vương quốc Anh từ một mẫu được lấy vào tháng trước đó, và nhanh chóng bắt đầu lây lan vào giữa tháng 12. Sự xuất hiện của biến thể mới có mối tương quan với sự gia tăng đáng kể tỷ lệ nhiễm COVID-19 nơi đây. Sự gia tăng này được cho là do sự thay đổi đoạn N501Y bên trong miền liên kết receptor của gai glycoprotein. Đây là miền liên kết với enzyme ACE2 tế bào của người.
Tháng 1 năm 2021, hơn một nửa mẫu giải trình tự gen của COVID-19 được thực hiện ở Anh, đặt ra câu hỏi về nguồn gốc của biến thể và có bao nhiêu biến thể mới khác đang lưu hành trên khắp thế giới.
Số lượng ca xác nhận mắc biến thể này tăng lên nhanh chóng, một phần là do các quốc gia tăng cường biện pháp giám sát và cảnh giác.

## Phát hiện
Biến thể 202012/01 được phát hiện vào đầu tháng 12 năm 2020, trên cơ sở kết hợp dữ liệu bộ gen và quan sát thực tế rằng tỷ lệ lây nhiễm ở hạt Kent không có xu hướng giảm, bất chấp các lệnh hạn chế trên toàn quốc gia.
Hai bộ gen sớm nhất thuộc dòng B.1.1.7 được thu thập vào ngày 20 tháng 9 năm 2020 ở hạt Kent và một bộ gen khác vào ngày 21 tháng 9 năm 2020 ở Luân Đôn. Các trình tự này được gửi tới cơ sở dữ liệu trình tự GISAID (trình tự EPI_ISL_601443 và EPI_ISL_581117). Tính đến ngày 15 tháng 12, có 1623 bộ gen thuộc dòng B.1.1.7. Trong số này có 519 mẫu ở Luân Đôn, 555 mẫu ở Kent, 545 mẫu ở các vùng khác của Vương quốc Anh gồm cả Scotland và xứ Wales, và 4 mẫu ở các quốc gia khác.
Việc truy vết nhờ bằng chứng di truyền cho thấy biến thể mới này xuất hiện vào tháng 9 năm 2020 và sau đó lưu hành ở mức rất thấp trong quần thể cho đến giữa tháng 11. Sự gia tăng các trường hợp liên quan đến biến thể mới lần đầu tiên được phát hiện vào cuối tháng 11, khi Bộ Y tế Công cộng Anh (PHE) mở cuộc điều tra nguyên nhân tại sao tỷ lệ nhiễm trùng ở hạt Kent không giảm ngay cả khi chính phủ ban hành lệnh hạn chế. Bộ  Y tế Công cộng cũng phát hiện biến thể này đang lan nhanh sang Luân Đôn và Essex.
Mặc dù biến thể này được phát hiện lần đầu tiên ở Kent, nhưng rất khó mà biết được nơi bắt nguồn. Có ý kiến cho rằng biến thể này có lẽ đã bắt nguồn từ một người bị suy giảm miễn dịch bị nhiễm bệnh mãn tính, khiến cho virus có thời gian dài để sao chép và tiến hóa.

## Đặc tính

### Di truyền học
| Gene                                           | Nucleotide      | Amino acid       |
| ---------------------------------------------- | --------------- | ---------------- |
| ORF1ab                                         | C3267T          | T1001I           |
|                                                | C5388A          | A1708D           |
|                                                | T6954C          | I2230T           |
|                                                | 11288–11296del  | SGF 3675–3677del |
| Gai                                            | 21765–21770del  | HV 69–70del      |
|                                                | 21991–21993del  | Y144del          |
|                                                | A23063T         | N501Y            |
|                                                | C23271A         | A570D            |
|                                                | C23604A         | P681H            |
|                                                | C23709T         | T716I            |
|                                                | T24506G         | S982A            |
|                                                | G24914C         | D1118H           |
| ORF8                                           | C27972T         | Q27stop          |
|                                                | G28048T         | R52I             |
|                                                | A28111G         | Y73C             |
| N                                              | 28280 GAT-> CTA | D3L              |
|                                                | C28977T         | S235F            |
| Nguồn: Chand và cộng sự (2020), table 1 (p. 5) |                 |                  |

Các đột biến trong SARS-CoV-2 khá phổ biến: chỉ trong gai glycoprotein đã có hơn 4000 đột biến đã được phát hiện (COVID-19 Genomics UK (COG-UK) Consortium, Tập đoàn gen COVID-19 Vương quốc Anh).
Biến thể VOC-202012/01 gồm 23 đột biến: 13 đột biến không đồng nghĩa, 4 đột biến mất đoạn và 6 đột biến câm  (tức là có 17 đột biến làm thay đổi protein và 6 đột biến không làm thay đổi).

### Tính lây nhiễm
Tại một cuộc họp trực tuyến vào ngày 18 tháng 12 năm 2020, Nhóm tư vấn về các mối đe dọa do virus đường hô hấp mới (NERVTAG)  kết luận rằng VUI-202012/01 về cơ bản có khả năng lây truyền cao hơn các biến thể khác, nhưng chưa có đủ dữ liệu để đưa ra kết luận về cơ chế căn bản dẫn đến tăng khả năng lây truyền (ví dụ như tăng tải lượng virus, phân bố mô sao chép của virus, khoảng thời gian nối tiếp, v.v.), phân bố theo tuổi của các ca bệnh, hoặc mức độ nghiêm trọng của bệnh. Dữ liệu được NERVTAG xem xét gồm phân tích bộ gen cho thấy tỷ lệ hiện mắc (prevalence odds) tương đối của biến thể này tăng gấp đôi sau mỗi 6,4 ngày. Với khoảng cách thế hệ là 6,5 ngày suy ra hệ số lựa chọn (selection coefficient) là {\displaystyle log_{e}(2)\cdot 6,5/6,4=+0,70=+70\%} Nhóm cũng phát hiện mối tương quan giữa sự tăng lên của hệ số lây nhiễm cơ bản song hành với sự tồn tại của dòng B.1.1.7. Mặc dù còn có thể có những giải thích khác nhưng có khả năng là biến thể này dễ lây lan hơn; các nghiên cứu trong phòng thí nghiệm trong tương lai sẽ làm rõ điều này.
Một trong những thay đổi đáng chú ý nhất trong VOC-202012/01 là đoạn N501Y, sự thay đổi từ asparagin (N) thành tyrosine (Y) tại vị trí amino acid thứ 501. Sở dĩ đột biến này quan trọng vì đây là miền liên kết receptor (RBD) của gai glycoprotein (bên trong môtíp liên kết receptor (receptor-binding motif, RBM), một phần của miền RBD và vì đây là vị trí gắn với enzyme ACE2 của người. Các đột biến trong miền RBD có thể làm thay đổi khả năng nhận dạng kháng thể và tính đặc hiệu liên kết đối với ACE2. Hơn nữa, đột biến có thể giúp virus dễ lây nhiễm hơn.  Thật vậy, trong một báo cáo do Sức khỏe Công cộng Anh xuất bản vào ngày 21 tháng 12 năm 2020 (Chand và cs) kết luận rằng "có nhiều khả năng N501Y ảnh hưởng đến ái lực liên kết receptor của protein gai và có thể đột biến này đơn lẻ hoặc kết hợp với sự mất đoạn ở vị trí 69/70 trong miền đầu N, giúp tăng cường khả năng lây truyền của virus ".
Thủ tướng Anh Boris Johnson cho biết vào ngày 19 tháng 12 năm 2020 rằng biến thể mới có khả năng lây nhiễm tăng 70% so với các biến thể trước đó, mặc dù vẫn chưa chắc chắn. Chính phủ Pháp phản bác ý kiến của Johnson, cho rằng khả năng lây nhiễm"chưa được chứng minh ở giai đoạn này". Vivek Murthy, cựu Tổng Y sĩ Hoa Kỳ, cũng cho rằng rằng biến thể này có khả năng lây truyền cao hơn.

### Độc lực
Cơ quan tư vấn khoa học NERVTAG Vương quốc Anh kết luận vào ngày 18 tháng 12 năm 2020 rằng không có đủ dữ liệu để đưa ra kết luận về mức độ nghiêm trọng của bệnh. Tại cuộc họp giao ban của Johnson vào ngày hôm sau, các quan chức đưa ra thông báo rằng "không có bằng chứng" cho thấy biến thể mới gây ra tỷ lệ tử vong cao hơn. Ông Vivek Murthy đồng ý với thông báo này.
Giữa tháng 12 năm 2020, cố vấn y tế chung của NHS Test and Trace và cơ quan Y tế Công cộng Anh (Public Health England, PHE), bà Susan Hopkins tuyên bố: "Hiện tại không có bằng chứng cho thấy chủng này gây ra bệnh nặng hơn dù đã được phát hiện trên diện rộng, đặc biệt là những nơi có số trường hợp gia tăng ca mắc mới. "
Vào ngày 23 tháng 12 trong một cuộc phỏng vấn, bà Wendy Barclay (thành viên của NERVTAG) cho rằng không có bằng chứng cho thấy "Long COVID" (hội chứng COVID mạn tính) có liên quan đến biến thể, và rằng rất có thể là do sự khác nhau trong phản ứng miễn dịch của từng vật chủ.
Phòng thí nghiệm của Y tế Công cộng Anh tại Porton Down đang tiến hành các cuộc thử nghiệm để tìm bằng chứng liệu biến thể mới có ảnh hưởng đến mức độ nghiêm trọng của bệnh hay không.
Trình tự gen của VOC-202012/01 cho thấy một đột biến Q27stop làm "cắt ngắn protein ORF8 hoặc làm bất hoạt protein". Một nghiên cứu trước đó về các biến thể SARS-CoV-2 bị xóa gen ORF8 ghi nhận rằng chúng "có liên quan đến các triệu chứng nhẹ hơn và kết quả tiên lượng bệnh tốt hơn". Nghiên cứu cũng lưu ý rằng "SARS-CoV-2 ORF8 là một protein tương tự như globulin miễn dịch (Ig) ảnh hưởng đến bệnh sinh ", "SARS-CoV-2 ORF8 làm giáng hóa Phức hợp phù hợp tổ chức chính I (MHC lớp I)" và "SARS- CoV-2 ORF8 ngăn chặn phản ứng chống vi-rút qua interferon loại I (IFN-1)  ".
Vị trí amino acid 501 bên trong gai glycoprotein(VOC-202012/01 có một sự thay đổi tại vị trí N501Y), Chand và cộng sự kết luận rằng "có thể các biến thể tại vị trí này ảnh hưởng đến hiệu quả trung hòa độc lực vi rút", nhưng lưu ý rằng "hiện chưa có dữ liệu trung hòa vùng N501Y có sẵn từ huyết thanh đa dòng khi bị nhiễm trùng tự nhiên". Tuy nhiên, hiện tượng mất đoạn amino acid ở vị trí 69–70 (69–70del) của glycoprotein gai đã được phát hiện "trong các vi rút cản trở phản ứng miễn dịch ở một số bệnh nhân suy giảm miễn dịch ".

### Hiệu quả của vắc xin
Tính đến cuối năm 2020, một số vắc xin COVID-19 đã được triển khai hoặc đang được phát triển. Mặc dù biến thể mới có đột biến đối với glycoprotein gại, hệ miễn dịch vẫn sinh ra các kháng thể đối với một số vùng của protein để đáp ứng với vắc-xin, vì vậy người ta cho rằng  một đột biến duy nhất này không khiến giảm hiệu quả của vắc-xin.
Tuy nhiên, khi có nhiều đột biến xảy ra thì cần phải thay đổi vắc-xin. Ví dụ, SARS-CoV-2 không đột biến nhanh như vi rút cúm, và vắc xin mới đã được chứng minh là có hiệu lực vào cuối năm 2020 là những loại điều chỉnh được nếu cần thiết. Tính đến cuối năm 2020, cơ quan y tế và chuyên gia Đức, Anh, Mỹ cho rằng các vắc xin hiện có vẫn sẽ có hiệu quả chống lại biến thể VOC-202012/01 mới như các biến thể trước đó.
Vào ngày 18 tháng 12, NERVTAG đã đưa ra kết luận "rằng hiện tại chưa có đủ dữ liệu để đưa ra bất kỳ kết luận nào về [...] [a] kháng nguyên lẩn tránh (antigenic escape)".
Tính đến  ngày 20 tháng 12 năm 2020, Y tế công cộng Anh xác nhận là "không có bằng chứng" cho rằng biến thể mới này kháng được với vắc xin của Pfizer–BioNTech hiện đang sử dụng trong chương trình tiêm chủng Anh.

## Lây lan

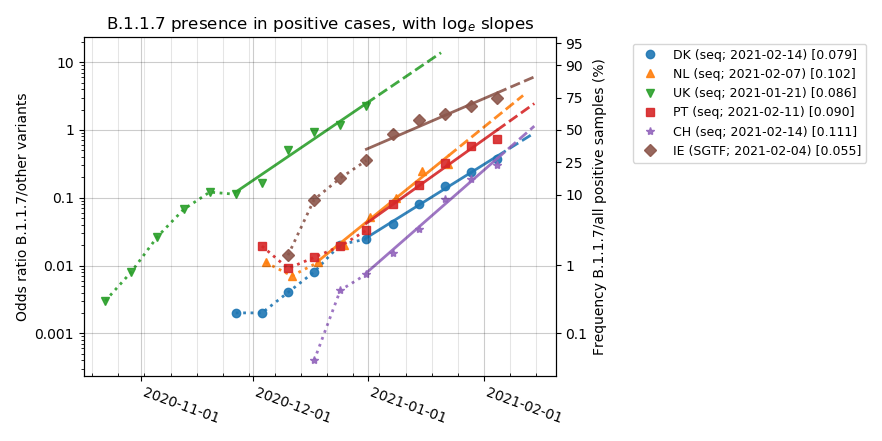
Đường cong tăng trưởng của VOC-202012/01 theo đồ thị logarit tại Anh và một số quốc gia.

Trường hợp đầu tiên có thể xảy ra vào giữa tháng 9 năm 2020 tại Luân Đôn hoặc hạt Kent, Vương quốc Anh. Tính đến ngày 13 tháng 12 năm 2020, 1108 trường hợp mắc biến thể này đã được xác định ở Vương quốc Anh. Những trường hợp này chủ yếu phân bố ở phía đông nam nước Anh. Biến thể cũng đã được tìm thấy ở Wales và Scotland. Đến tháng 11, khoảng 1/4 số trường hợp trong đại dịch COVID-19 tại Luân Đôn chứa biến thể mới gây ra và đến tháng 12, con số đó là 1/3. Vào giữa tháng 12, người ta ước tính rằng gần 60% trường hợp ở London liên quan đến VOC-202012/01. Tính đến ngày 20 tháng 12 năm 2020, chín trường hợp của biến thể mới đã được báo cáo ở Đan Mạch , bốn trường hợp ở Bỉ và một trường hợp ở Hà Lan, Úc và Ý. Singapore, Israel và Bắc Ireland đã báo cáo các trường hợp đầu tiên vào ngày 23 tháng 12. Đức và Thụy Sĩ xác nhận trường hợp đầu tiên vào ngày 24 tháng 12, và Cộng hòa Ireland và Nhật Bản xác nhận vào ngày 25 tháng 12. Các trường hợp đầu tiên ở Canada, Pháp, Lebanon, Tây Ban Nha và Thụy Điển đã được báo cáo vào ngày 26 tháng 12. Vương quốc Anh và Đan Mạch đang giải trình tự các trường hợp SARS-CoV-2 với tỷ lệ cao hơn đáng kể so với hầu hết các nước khác.
Một biến thể có cùng thay đổi tại vị trí N501Y (có thể dẫn đến khả năng lây truyền cao hơn), nhưng có dòng riêng biệt với biến thể ở Anh, cũng đã được phát hiện ở Nam Phi. Sự thay đổi N501Y cũng được tìm thấy ở nhiều nơi khác như ở Úc vào tháng 6 - tháng 7, ở Mỹ vào tháng 7 và ở Brazil vào tháng 4.
| Sự phát triển của biến thể COVID-19 B117(so với số lượng ca dương tính COVID-19) |         |         |         |         |         |         |         |         |         |         |         |        |        |        |
| Quốc gia                                                                         | Tuần 43 | Tuần 44 | Tuần 45 | Tuần 46 | Tuần 47 | Tuần 48 | Tuần 49 | Tuần 50 | Tuần 51 | Tuần 52 | Tuần 53 | Tuần 1 | Tuần 2 | Tuần 3 |
| Anh Quốc                                                                         | 0.3%    | 1.7%    | 2.9%    | 6.3%    | 10.9%   | 10.1%   | 13.8%   | 33.7%   | 48.3%   | 53.8%   | 69.1%   | -      | -      | -      |
| Ireland                                                                          | -       | -       | -       | -       | -       | -       | <2%     | -       | -       | -       | -       | 46%    | -      | -      |
| Hà Lan                                                                           | -       | -       | -       | -       | -       | -       | 1.1%    | 0.7%    | 1.1%    | 1.4%    | 5.2%    | 10%    | 19.8%  | 30.4%  |
| Đan Mạch                                                                         | -       | -       | -       | 0.3%    | 0.0%    | 0.2%    | 0.2%    | 0.4%    | 0.8%    | 2.1%    | 2.4%    | 4.0%   | 7.5%   | 13.0%  |

## Kiểm soát
Tất cả các quốc gia cấu thành Vương quốc Anh đều bị ảnh hưởng bởi lệnh hạn chế đi lại trong nước do sự gia tăng lan truyền của COVID-19  có hiệu lực từ ngày 20 tháng 12 năm 2020. Trong tháng 12 năm 2020, ngày càng nhiều quốc gia trên thế giới công bố lệnh cấm tạm thời hoặc đang cân nhắc việc cấm hành khách đi lại từ Vương quốc Anh và trong một số trường hợp từ các quốc gia khác như Hà Lan và Đan Mạch. Một số quốc gia cấm bay hoặc chỉ cho phép công dân của mình nhập cảnh và buộc phải trải qua xét nghiệm SARS-CoV-2 âm tính. Người phát ngôn của WHO cho biết "Trên khắp châu Âu, nơi lây truyền dữ dội và lan rộng, các quốc gia cần phải nỗ lực tăng cường các phương pháp kiểm soát và phòng ngừa dịch bệnh".
Nhiều quốc gia trên thế giới áp đặt các hạn chế đối với việc đi lại của hành khách từ Vương quốc Anh; nước láng giềng Pháp cũng hạn chế các phương tiện chở hàng có người lái. Một số nước áp dụng các hạn chế đối với việc đi lại tới quốc gia khác. Tính đến  ngày 21 tháng 12 năm 2020, ít nhất 42 quốc gia đã hạn chế các chuyến bay từ Vương quốc Anh, và Nhật Bản đang hạn chế nhập cảnh của tất cả công dân nước ngoài sau khi các trường hợp của biến thể mới được phát hiện tại lãnh thổ đất nước này.